# Bärndorf (Chamerau)
Bärndorf ist ein Gemeindeteil der Gemeinde Chamerau im oberpfälzischen Landkreis Cham.

## Geographie
Das Dorf Bärndorf liegt im Bayerischen Wald 2,5 km östlich von Chamerau. Es ist nicht zu verwechseln mit dem Bad Kötztinger Stadtteil Bärndorf.

## Geschichte
Bärndorf gehörte zur Hofmark Lederdorn, die bereits 1448 und 1558 als Hofmark erwähnt wurde. 1629 kaufte diese Hans Albrecht Nothafft von seinem Stiefsohn Hans Ludwig von Eyb. 1821 wurde den Nothafft die Errichtung eines Patrimonialgerichtes zu Runding gestattet, dem auch das Gebiet der ehemaligen Hofmark Lederdorn als patrimonialgerichtische Gemeinden angegliedert wurden. 1829 gelangte die Gerichtsbarkeit durch Verkauf der Nothafftschen Güter an den Staat und damit zum Landgericht Kötzting.
Die 1818 durch das Bayerische Gemeindeedikt gebildete Gemeinde Bärndorf umfasste die Orte
- Bärndorf
- Breitensteinmühle
- Kolmberg
- Plarnhof
- Reckendorf
- Roßbach

Am 1. Januar 1972 wurde die Gemeinde Bärndorf aufgelöst und nach Chamerau eingemeindet, Kolmberg, Plarnhof und Reckendorf kamen zu Blaibach.

## Feuerwehr
Der Standort der Freiwilligen Feuerwehr Bärndorf liegt genau zwischen der Gemeinde Blaibach und der Gemeinde Chamerau, weshalb sie auch zu beiden Kommunen gehört und von beiden finanziert wird.